# Eržišće
Eržišće (olaszul: Ersischie) falu Horvátországban, Isztria megyében. Közigazgatásilag Sveta Nedeljához tartozik.

## Fekvése
Az Isztriai-félsziget keleti felén, Labintól 8 km-re északra, községközpontjától 3 km-re északkeletre erdők között fekszik.

## Története
A 18. század végén az Isztriával együtt francia megszállás alá került, majd az I. világháború végéig a Habsburg birodalom része volt. A településnek 1880-ban 88, 1910-ben 159 lakosa volt. Lakói mezőgazdasággal foglalkoztak. Az első világháború után Olaszország része lett, majd a második világháborút követően Jugoszláviához csatolták. Jugoszlávia felbomlása után 1991-ben a független Horvátország része lett. 1993-ban a Labini járásból Kršan, Raša és Pićan mellett újra megalakult Sveta Nedelja község, melynek Eržišće is része lett. A falunak 2011-ben 54 lakosa volt.

## Lakosság
| Lakosság változása | Lakosság változása | Lakosság változása | Lakosság változása | Lakosság változása | Lakosság változása | Lakosság változása | Lakosság változása | Lakosság változása | Lakosság változása | Lakosság változása | Lakosság változása | Lakosság változása | Lakosság változása | Lakosság változása | Lakosság változása |
| ------------------ | ------------------ | ------------------ | ------------------ | ------------------ | ------------------ | ------------------ | ------------------ | ------------------ | ------------------ | ------------------ | ------------------ | ------------------ | ------------------ | ------------------ | ------------------ |
| 1857               | 1869               | 1880               | 1890               | 1900               | 1910               | 1921               | 1931               | 1948               | 1953               | 1961               | 1971               | 1981               | 1991               | 2001               | 2011               |
| 0                  | 0                  | 88                 | 145                | 171                | 159                | 0                  | 0                  | 147                | 144                | 123                | 93                 | 79                 | 71                 | 58                 | 54                 |